# 邬华谟
邬华谟（1937年—），男，浙江奉化人，中国计算数学家，曾任中国科学院计算中心研究员、博士生导师，中国数学会常务理事。